# Wang Longji
Wang Longji (王龙基S, Wáng LóngjīP; Pixian, 13 giugno 1940) è un attore e dirigente d'azienda cinese.

## Biografia
Figlio del compositore Wang Yunjie, è noto principalmente per avere interpretato il protagonista San Mao nel film Un orfano chiamato San Mao (三毛流浪记S, Sān Máo liúlàng jìP) diretto da Zhao Ming e Yan Gong nel 1949, primo adattamento cinematografico del popolare personaggio dei fumetti creato da Zhang Leping.
Dopo avere terminato la carriera di attore, si è dedicato alla ricerca tecnologica e alla produzione di circuiti stampati. Nel 1990 è nominato vice-presidente e segretario generale della China Printed Circuit Industry Association (CPCA); nell'ottobre 2002 ha ricevuto l'Excellent Paper Award per l'innovazione tecnologica alla nona edizione dell'Electronic Circuits World Convention (ECWC9) tenutosi a Colonia, in Germania.

## Filmografia
- Xin gui yuan (新闺怨S, Xīn guī yuànP), regia di Shi Dongshan (1948)
- Guan bu zhu de chunguang (关不住的春光S, Guān bù zhù de chūnguāngP), regia di Wang Weiyi e Xu Tao (1948)
- Muqin (母亲S, MǔqīnP), regia di Shi Hui (1949)
- Un orfano chiamato San Mao (三毛流浪记S, Sān Máo liúlàng jìP), regia di Zhao Ming e Yan Gong (1949)
- Liangjia chun (两家春S, Liǎng jiā chūnP), regia di Qu Baiyin e Xu Bingduo (1951)
- Wei haizimen zhufu (为孩子们祝福S, Wèi háizimen zhùfúP), regia di Zhao Dan (1953)